# Ле-Павийон-Сент-Жюли
Ле-Павийо́н-Сент-Жюли́ (фр. Le Pavillon-Sainte-Julie) — коммуна во Франции, находится в регионе Шампань — Арденны. Департамент — Об. Входит в состав кантона Труа-4. Округ коммуны — Труа.
Код INSEE коммуны — 10281.
Коммуна расположена приблизительно в 130 км к юго-востоку от Парижа, в 75 км юго-западнее Шалон-ан-Шампани, в 16 км к северо-западу от Труа.

## Население
Население коммуны на 2008 год составляло 317 человек.
| 1962 | 1968 | 1975 | 1982 | 1990 | 1999 | 2008 |
| ---- | ---- | ---- | ---- | ---- | ---- | ---- |
| 144  | 148  | 136  | 181  | 221  | 219  | 317  |

## Экономика

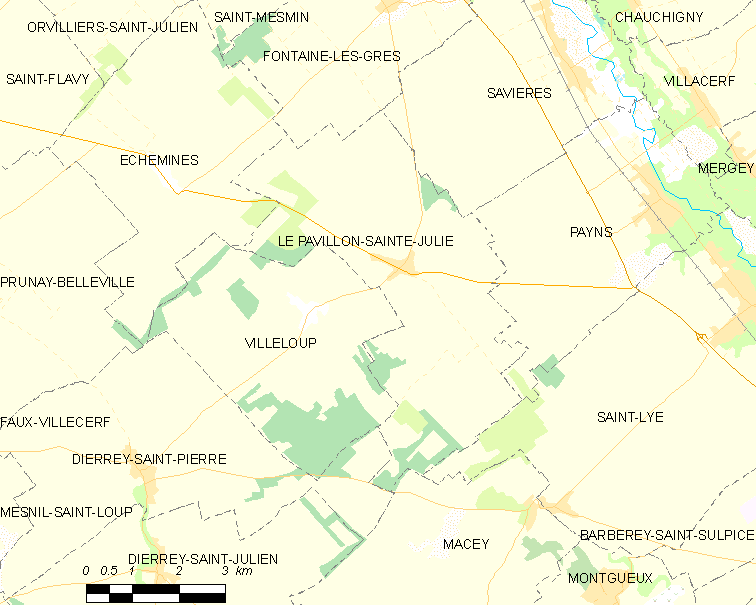
Карта коммуны

В 2007 году среди 211 человек в трудоспособном возрасте (15—64 лет) 158 были экономически активными, 53 — неактивными (показатель активности — 74,9 %, в 1999 году было 76,0 %). Из 158 активных работали 141 человек (72 мужчины и 69 женщин), безработных было 17 (11 мужчин и 6 женщин). Среди 53 неактивных 18 человек были учениками или студентами, 20 — пенсионерами, 15 были неактивными по другим причинам.